# Wall Street
A Wall Street (em tradução livre para o português: Rua da Parede) é uma rua que corre na região inferior de Manhattan, e é considerada o coração histórico do atual Distrito Financeiro da cidade de Nova Iorque, onde se localiza a bolsa de valores da cidade.
Com o tempo, o termo se tornou uma metonímia para o sistema do mercado financeiro dos Estados Unidos como um todo, mesmo quando não se refere diretamente a Wall Street de Nova Iorque.

## História
O nome da rua deriva do fato que durante o século XVII, constituiu o limite norte de Nova Amsterdam. Lá, os holandeses tinham construído uma parede de madeira e lama em 1652. A parede significou uma defesa contra possíveis ataques dos índios de Lenape, de colonizadores da Nova Inglaterra e dos Ingleses, mas a verdade é que foi usada para evitar que os escravos negros fugissem da colônia. A parede foi demolida pelos Ingleses em 1699. No fim do século XVIII, os intermediários financeiros e especulatórios se encontraram para negociar informalmente junto a um plátano de Wall Street. Esta foi a origem do mercado conservado em estoque do comércio de Nova Iorque.
O Wall Street Journal, nomeado em referência à rua, é um jornal de uma companhia internacional influente, publicado diariamente na cidade de Nova Iorque. Durante anos, teve a maior circulação dos jornais nos EUA, mas hoje é o segundo. Seu proprietário é a Dow Jones & Company.

## Diminuição e revitalização

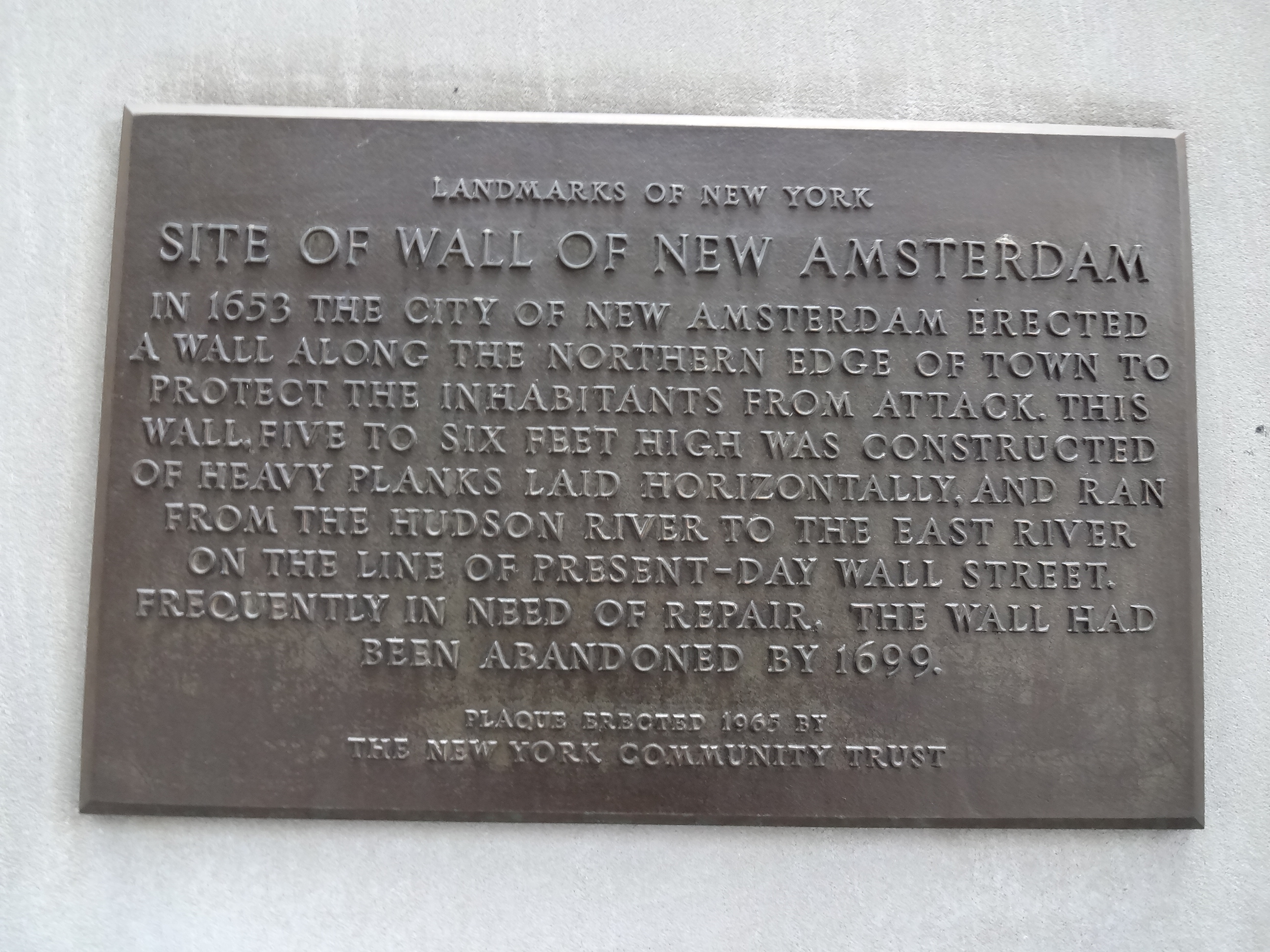
Placa histórica na rua.

O centro financeiro de Manhattan é uma das maiores zonas comerciais dos EUA e é o segundo maior da cidade de Nova Iorque, menor apenas do que o centro da cidade. No fim do século XIX e em começos do XX, a cultura da companhia de Nova Iorque o transformou em um centro principal para a construção de Arranha-céu (competindo apenas com Chicago).

## Wall Street hoje
Wall Street compreende atualmente o mais importante centro comercial e financeiro do mundo. Em suas famosas calçadas circulam diariamente representantes de grandes empresas no mundo inteiro. Até mesmo o comércio local é voltado inteiramente a esses milhares de negociantes e empresários de renome internacional. Wall Street também é vista por muitos como um lugar onde os conceitos tradicionalistas estão enraizados. A crítica mais recente foi centrada nos problemas estruturais e na falta de um desejo de mudar os hábitos afluentes.

## Edifícios
A arquitetura dos edifícios de Wall Street está, no geral, enraizada na Idade Dourada, mas há alguns prédios sob influência da Art Deco. Entre os marcantes edifícios no Wall Street estão o Federal Hall, o The Trump Building, o 14 Wall Street e o prédio da New York Stock Exchange.
Em Wall Street também se encontra a sede de importantes grupos empresariais e financeiros. Alguns ganharam sua fama por suas estratégias de investimento, financiamento e comércios.